# Sent Giniés (Alta Viena)
Sent Giniés (en francès Saint-Genest-sur-Roselle) és un municipi francès situat al departament de l'Alta Viena i a la regió de la Nova Aquitània.

## Demografia
| 1962                                       | 1968 | 1975 | 1982 | 1990 | 1999 | 2007 |
| ------------------------------------------ | ---- | ---- | ---- | ---- | ---- | ---- |
| 415                                        | 427  | 346  | 361  | 393  | 385  | 436  |
| Des de 1962: població sense dobles comptes |      |      |      |      |      |      |

## Administració
| Període   | Identitat            | Partit |
| --------- | -------------------- | ------ |
| 2001-2008 | Marcel Gaguet        |        |
| 2008-     | Jean-François Duchet |        |